# Киракосян, Эмиль Микаелович
Эмиль Микаелович Киракосян (арм. Էմիլ Միքայելի Կիրակոսյան; 8 июля 1933, Ленинакан, Армянская ССР — 30 апреля 2005, там же (Гюмри, Армения)) — армянский советский государственный и общественный деятель.

## Биография
Эмиль Микаелович Киракосян родился 8 июля 1933 года, в городе Ленинакане (ныне Гюмри) Армянской ССР.
С 1951—1956 учился в Ереванском государственном сельскохозяйственном институте, получив специальность инженер-механика.
С 1956—1958 работал мастером цеха на Ленинаканском велосипедном заводе, а затем начальником цеха.
С 1958—1968 — главный инженер, а затем директор Ленинаканского приборостроительного завода.
С 1968—1974 — заведующий отделом промышленности Ленинаканского горкома партии.
С 1974—1976 — секретарь Ленинаканского горкома партии ЦК
С 1976—1989 — председатель Ленинаканского городского совета народных депутатов
В 1981 г. награждён орденом Дружбы народов СССР.
В 1985 г. награждён орденом Октябрьской революции.
1980—1988 — депутат Верховного совета Армянской ССР 10 и 11 созывов.